# Dorfkirche Schkauditz

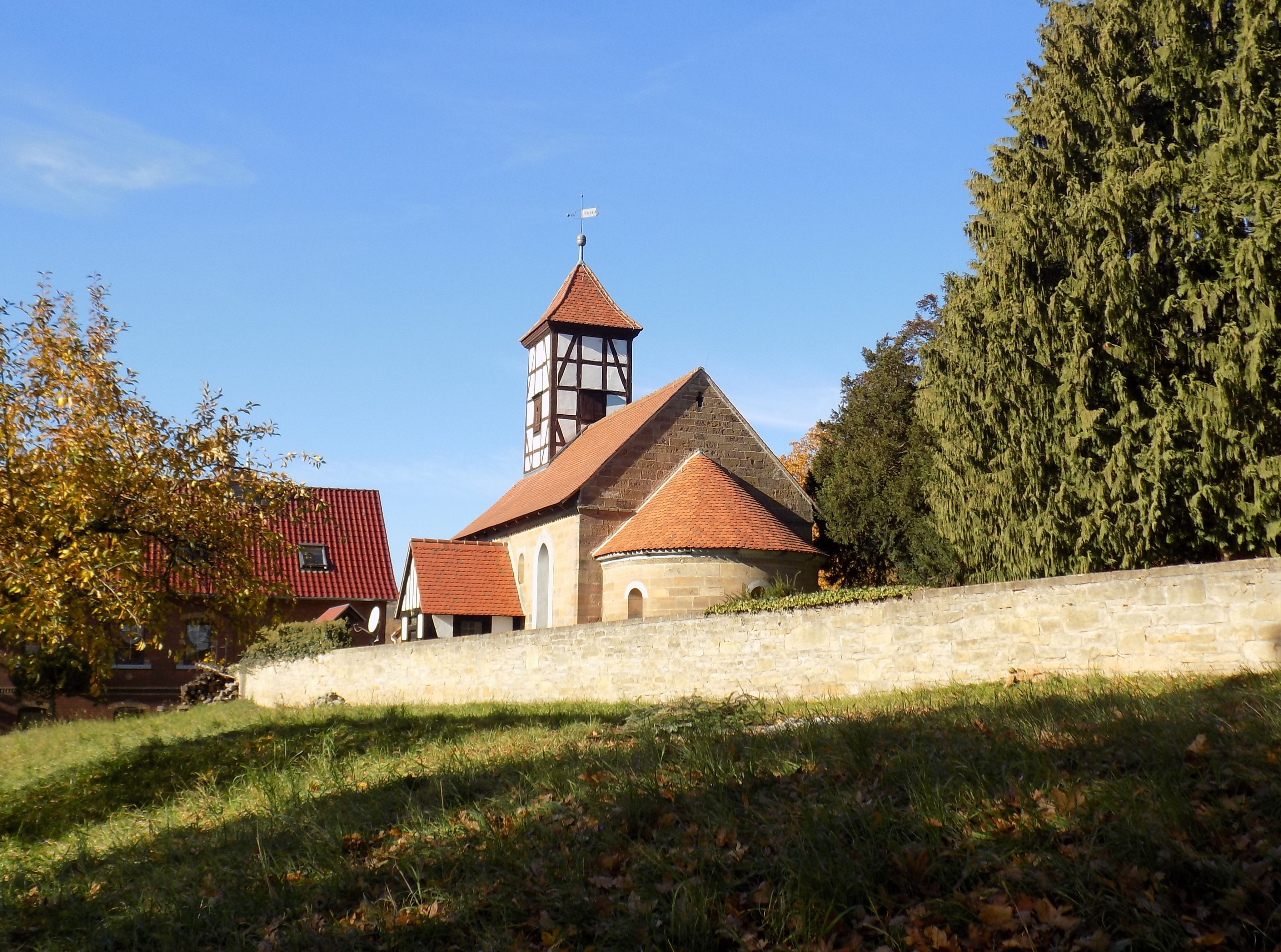
Dorfkirche Schkauditz

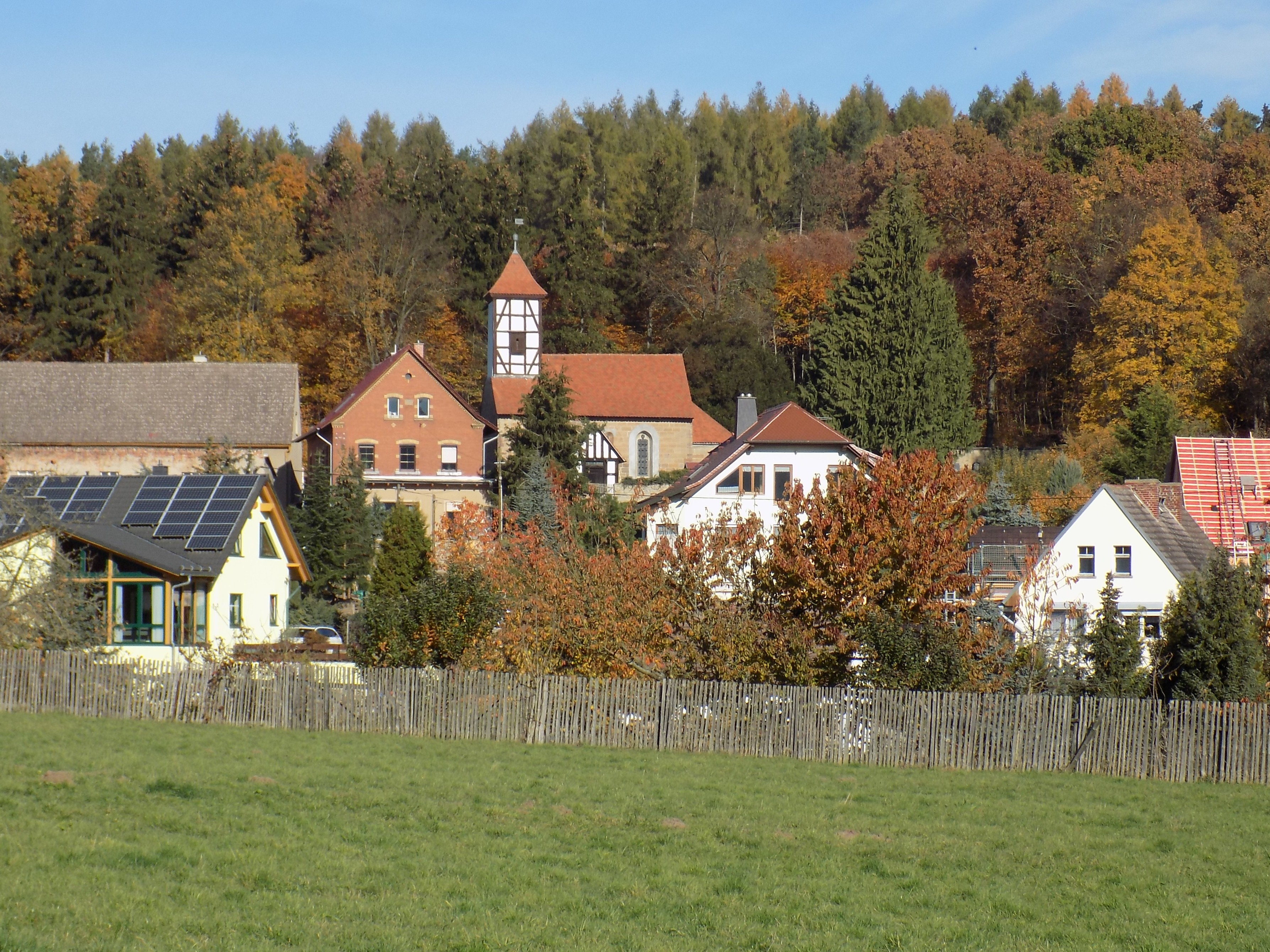
Lage der Kirche in der Landschaft

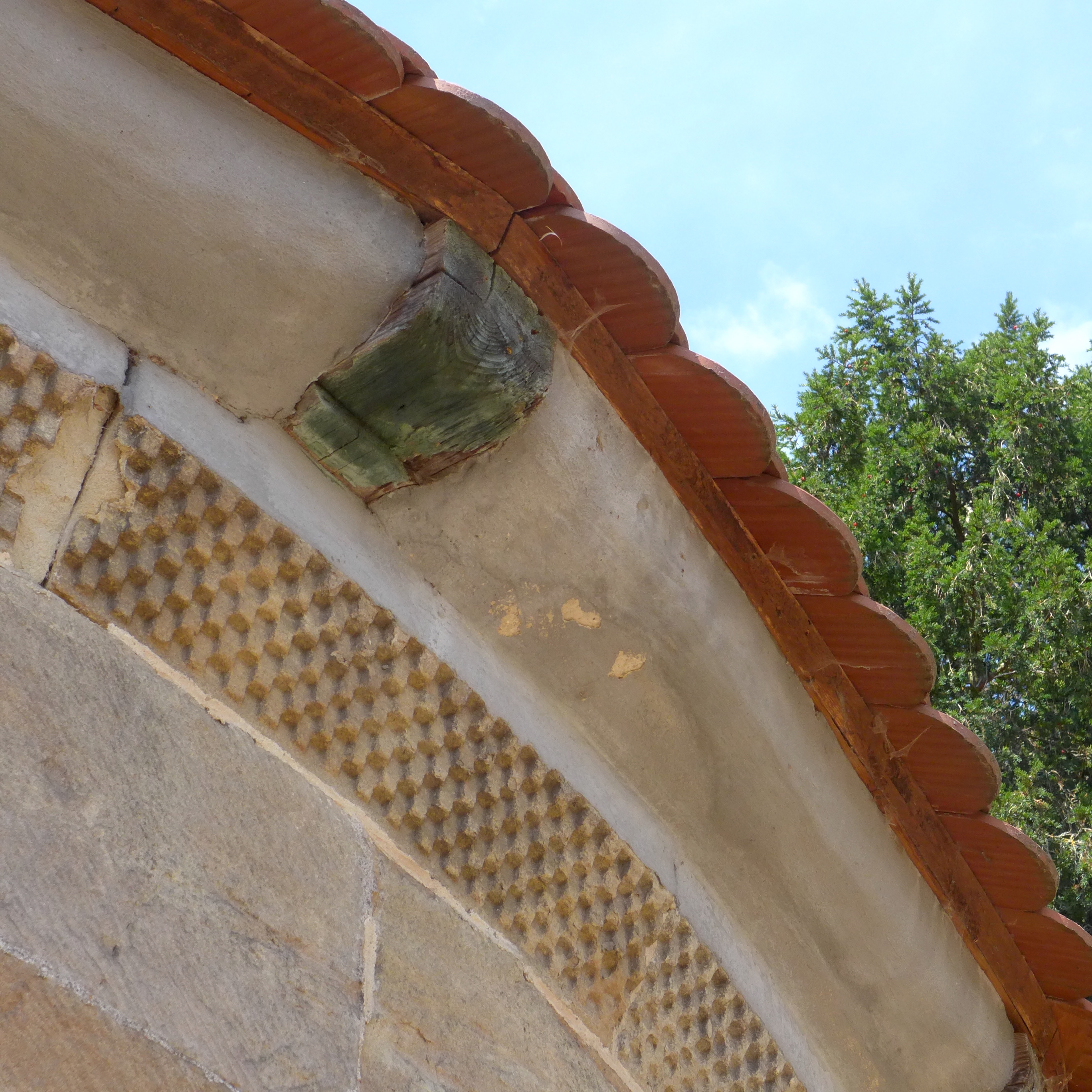
Schachbrettfries an der Apsis

Die evangelische Dorfkirche Schkauditz ist eine romanische Saalkirche im Ortsteil Schkauditz von Wetterzeube im Burgenlandkreis in Sachsen-Anhalt. Sie gehört zur Kirchengemeinde Schkauditz im Kirchenkreis Naumburg-Zeitz der Evangelischen Kirche in Mitteldeutschland. Führungen sind nach vorheriger Anmeldung möglich.

## Geschichte und Architektur
Die Dorfkirche Schkauditz ist ein kleiner rechteckiger Werksteinbau mit eingezogener, gestelzt halbkreisförmiger Apsis aus der zweiten Hälfte des 12. Jahrhunderts. Das Äußere ist durch das glatte, sorgfältig bearbeitete, sparsam dekorierte Quadermauerwerk gekennzeichnet. Als Kranzgesims ist an Apsis und Schiff ein jeweils unterschiedlicher Schachbrettfries angebracht, am rundbogigen Südportal ist außer der Schachbrettmusterung noch ein attisch profilierter Umlaufsockel angebracht; das Tympanon ist mit griechischem Kreuz und Rosetten in Kreisrahmung verziert. Die Fenster des Schiffs wurden später vergrößert, der Fachwerk-Dachturm des Schiffs über dem Westgiebel stammt aus dem 18. Jahrhundert; die Vorhalle wurde um 1900 angebaut.
Der flachgedeckte Innenraum ist mit einer Empore im Westen versehen, die sich an der Ostseite mit breitem Rundbogen zum Schiff hin öffnete; der Raum wurde durch Einbau eines Tonnengewölbes später verändert.

## Ausstattung
Auf der romanischen Altarmensa steht ein Flügelaltar aus der Zeit um das Jahr 1500, der aus einer Zeitzer Werkstatt, möglicherweise von Matthias Plauener stammt. Er zeigt im Schrein Anna Selbdritt, flankiert von Johannes dem Täufer und der Heiligen Kunigunde; auf den gemalten Flügeln sind Heilige dargestellt, links Nikolaus, rechts Kaiser Heinrich, außen Bischof Ludwig und Stephanus; das Gemälde in der Predella zeigt in Halbfigur die Madonna, umgeben von sechs Heiligen. Der Kruzifixus auf dem Altar stammt aus der ersten Hälfte des 15. Jahrhunderts. Die Kanzel aus Holz mit Schalldeckel wurde inschriftlich im Jahr 1637 geschaffen. Die Sandsteintaufe ist ein Werk aus dem Jahr 1621. Eine spätgotische Sakramentsnische ist erhalten. Eine Reihe von Grabsteinen, zumeist mit Inschrift, stammt aus dem 16. und 17. Jahrhundert.
Die Orgel ist ein Werk von Ladegast & Sohn aus dem Jahr 1904 mit sieben Registern auf einem Manual und Pedal.